# Иларион (Мирча)
Епи́скоп Иларио́н (в миру Йоа́н Ми́рча, рум. Ioan Mircea; 14 мая 1873 — 9 февраля 1950) — епископ Румынской православной церкви, епископ Бакэуский.

## Биография
Родился 14 мая 1873 года в семье священника Василия и его супруги Евфросины Мирча в Ругиноасе, жудец Нямц. Учился в начальной школе в Пьятра-Нямц, затем в гимназии в Романе.
Между 1888—1892 годами он следует нижнему курсу Православной духовной семинарии в Романе. Он работает в течение года в качестве учителя в школе в деревне Маргиня-Рэзбоени, жудец Нямц. В период с 1893 по 1897 год он посещает высший курс Православной духовной семинарии имени Вениамин Костаки в Яссах.
Через два года после окончания школы он работал учителем, а затем педагогом в православной семинарии в Романе. С 1899 по 1904 год он учится на богословском факультете в Бухаресте, имея в качестве близкого друга и коллеги Виктора Пую (будущего митрополита Висариона).
Во время учёбы в университете 28 октября 1902 года он стал монахом в Романе, получив в постриге имя Иларион, будучи рукоположенным в иеродиаконы всего через три дня епископом Герасимом (Сафирином). В 1903 году он был назначен великим экклезиархом кафедрального собора в Романе. 30 января 1905 года он был рукоположен во иеромонах на кафедральном соборе епископом Герасимом (Сафирином), который также присвоил ему звание протосинкелла. Четыре года спустя он получил звание архимандрита, а 1 января 1910 года он был назначен королевским указом игуменом Монастыре Прециста-Маре в Романе.
6 июня 1922 года он был избран Священным Синодом Румынской Православной Церкви архиерем-викарием Романской епископии с титулом «Бакэуский».
С 1 февраля по 1 июня 1923 года, после выхода на пенсию епископа Феодосия (Афанасиу), в случае болезни, епископ назначает его местоблюстителем.
14 апреля 1923 года кафедральном соборе в Яссах был рукоположен во епископа. Хиротонию совершили: митрополит Молдавский Пимен (Джорджеску), епископом Хушский Никодим (Мунтяну), епископ Белгородский и Измаильский Нектарий (Котлярчук) и епископ Ботошанский Иаков (Антонович). На богослужении присутствовала семья: его пожилые родители, приехавшие поездом из Романа, священник Василий и пресвитер Евфросина, его сестра Евфросина с мужем Михаем Манолиу и их сын Штефан.
Он публикует несколько десятков статей и богословских исследований в журнале «Cronica Romanului». Он освятил десятки церквей, рукоположив огромное количество священников и дьяконов. В их числе был и молодой иеродиакон Феоктист (Арэпашу), будущий Патриарх Румынский.
9 февраля 1950 года он скончался. Похоронен на территории епархиального центра в Романе рядом с епископом Лукианом (Тритяну).